# Pacsek József
Pacsek József (Tiszaigar, 1928. augusztus 29. – Budapest, 2009. június 18.) magyar honvéd nyugállományú vezérezredes, 1984. december 7. – 1989.november 30. között a Magyar Néphadsereg Vezérkar főnöke volt.

## Életpályája
Földművelőként dolgozott 1949-ig, amikor behívták sorkatonai szolgálatra. Továbbszolgálóként hivatásos katona lett, majd 1964-ben elvégezte a Fegyvernemi Tiszti Iskolát. A Szovjetunióban a Malinovszkij Páncélos Katonai Akadémiát, és 1963-ban a Vezérkari Akadémiát fejezte be. 1947-ben lett a Magyar Kommunista párt, majd az MDP, MSZMP tagja. Katonai karrierje kezdetén két évig a Zrínyi Miklós Katonai Akadémián tanár és tanszékvezető volt. 1959-ben harckocsi ezredparancsnokká nevezték ki. 1963-tól hadosztály törzsfőnök és parancsnokhelyettes; 1967-től kiképzési főcsoportfőnök helyettes. 
1973-ban kinevezték a Magyar Néphadsereg kiképzési főfelügyelőjévé, ugyanebben az évben miniszterhelyettes lett. 1984-ben kinevezték a Magyar Néphadsereg vezérkari főnökének altábornagyi rendfokozatban. 1989-ben Kanadában járt, ezzel ő lett az első magasrangú tiszt a Magyar Néphadseregben aki az óceán másik felén is hivatalos látogatást tett. 1989. december 1-jén vezérezredesi rendfokozatban nyugdíjazták. Budapesten hunyt el, 2009. június 18-án.